# Lancer du javelot féminin aux championnats du monde d'athlétisme 2017
Pour un article plus général, voir Championnats du monde d'athlétisme 2017.
Navigation
Pékin 2015 Doha 2019
L'épreuve du lancer du javelot féminin des championnats du monde de 2017 se déroule les 6 et 8 août 2017 dans le Stade olympique de Londres, au Royaume-Uni. Elle est remportée par la Tchèque Barbora Špotáková.

## Critères de qualification
Pour se qualifier pour les championnats, il faut avoir réalisé 61,40 m ou plus entre le 1er octobre 2016 et le 23 juillet 2017.

## Médaillées
| Or                | Argent     | Bronze    |
| Barbora Špotáková | Li Lingwei | Lü Huihui |

## Résultats

### Final
La finale se déroule le 8 août 2017,
| Rang               | Athlète              | Nationalité | Essais | Essais | Essais | Essais | Essais | Essais | Marque | Notes |
| Rang               | Athlète              | Nationalité | 1      | 2      | 3      | 4      | 5      | 6      | Marque | Notes |
| ------------------ | -------------------- | ----------- | ------ | ------ | ------ | ------ | ------ | ------ | ------ | ----- |
| Médaille d'or      | Barbora Špotáková    | Tchéquie    | 58.48  | 66.76  | x      | 65.64  | 62.57  | 63.75  | 66.76  |       |
| Médaille d'argent  | Li Lingwei           | Chine       | 61.81  | 63.01  | 66.25  | 65.38  | x      | x      | 66.25  | PB    |
| Médaille de bronze | Lü Huihui            | Chine       | 62.71  | 62.44  | 61.95  | 60.87  | 65.26  | 58.30  | 65.26  |       |
| 4                  | Sara Kolak           | Croatie     | x      | 64.95  | x      | 57.38  | 63.50  | x      | 64.95  |       |
| 5                  | Eda Tuğsuz           | Turquie     | 61.81  | 64.52  | x      | 63.68  | 64.47  | 62.77  | 64.52  |       |
| 6                  | Tatsiana Khaladovich | Biélorussie | 63.04  | 64.05  | x      | x      | 62.62  | x      | 64.05  |       |
| 7                  | Katharina Molitor    | Allemagne   | 59.81  | 63.75  | 59.67  | 59.67  | 59.80  | 58.30  | 63.75  |       |
| 8                  | Liu Shiying          | Chine       | x      | x      | 62.28  | 62.84  | 61.31  | 61.39  | 62.84  |       |
| 9                  | Martina Ratej        | Slovénie    | 61.05  | x      | 59.11  |        |        |        | 61.05  |       |
| 10                 | Kelsey-Lee Roberts   | Australie   | 60.76  | 58.39  | 59.76  |        |        |        | 60.76  |       |
| 11                 | Ásdís Hjálmsdóttir   | Islande     | 57.38  | 60.16  | x      |        |        |        | 60.16  |       |
| 12                 | Elizabeth Gleadle    | Canada      | 60.12  | 58.87  | 58.36  |        |        |        | 60.12  |       |

### Qualification
Qualification : 63.50 m (Q)  ou les 12 meilleures performeuses (q)
| Rang | Groupe | Athlète               | Nationalité | Essais | Essais | Essais | Marque | Notes |
| Rang | Groupe | Athlète               | Nationalité | 1      | 2      | 3      | Marque | Notes |
| ---- | ------ | --------------------- | ----------- | ------ | ------ | ------ | ------ | ----- |
| 1    | B      | Lü Huihui             | Chine       | 67.59  |        |        | 67.59  | Q, AR |
| 2    | B      | Martina Ratej         | Slovénie    | 65.64  |        |        | 65.64  | Q, SB |
| 3    | A      | Katharina Molitor     | Allemagne   | 61.76  | 65.37  |        | 65.37  | Q, SB |
| 4    | A      | Liu Shiying           | Chine       | X      | 58.89  | 64.72  | 64.72  | Q     |
| 5    | B      | Barbora Špotáková     | Tchéquie    | 59.04  | 64.32  |        | 64.32  | Q     |
| 6    | B      | Eda Tuğsuz            | Turquie     | 62.13  | 61.51  | 63.87  | 63.87  | Q     |
| 7    | A      | Kelsey-Lee Roberts    | Australie   | 61.12  | 63.70  |        | 63.70  | Q     |
| 8    | A      | Sara Kolak            | Croatie     | 63.03  | X      | 63.24  | 63.24  | q     |
| 9    | B      | Ásdís Hjálmsdóttir    | Islande     | 59.53  | 57.28  | 63.06  | 63.06  | q     |
| 10   | A      | Elizabeth Gleadle     | Canada      | 61.39  | 62.97  | X      | 62.97  | q     |
| 11   | A      | Tatsiana Khaladovich  | Biélorussie | 62.58  | 61.07  | 59.73  | 62.58  | q     |
| 12   | B      | Li Lingwei            | Chine       | 62.26  | 62.29  | 60.78  | 62.29  | q     |
| 13   | B      | Anete Kociņa          | Lettonie    | X      | 62.26  | 58.75  | 62.26  |       |
| 14   | A      | Marharyta Dorozhon    | Israël      | 56.02  | 61.33  | X      | 61.33  |       |
| 15   | A      | Kara Winger           | États-Unis  | 61.27  | 58.24  | 59.63  | 61.27  |       |
| 16   | A      | Marina Saito          | Japon       | 59.21  | 57.29  | 60.86  | 60.86  |       |
| 17   | B      | Christin Hussong      | Allemagne   | 57.53  | 56.92  | 60.86  | 60.86  |       |
| 18   | B      | Laila Domingos        | Brésil      | 60.54  | 56.44  | 60.10  | 60.54  |       |
| 19   | A      | Nikola Ogrodníková    | Tchéquie    | 59.99  | X      | 55.89  | 59.99  |       |
| 20   | B      | Annu Rani             | Inde        | 57.34  | 59.93  | 57.16  | 59.93  |       |
| 21   | A      | Madara Palameika      | Lettonie    | X      | 59.54  | X      | 59.54  |       |
| 22   | B      | Marcelina Witek       | Pologne     | 59.00  | X      | X      | 59.00  |       |
| 23   | A      | Flor Ruiz             | Colombie    | 57.93  | 57.94  | X      | 57.94  |       |
| 24   | A      | Yuki Ebihara          | Japon       | 55.36  | 57.51  | X      | 57.51  |       |
| 25   | B      | Kathryn Mitchell      | Australie   | 57.42  | X      | X      | 57.42  |       |
| 26   | A      | Liveta Jasiūnaitė     | Lituanie    | 50.51  | 55.05  | 55.80  | 55.80  |       |
| 27   | A      | Sigrid Borge          | Norvège     | 54.94  | 55.08  | X      | 55.08  |       |
| 28   | B      | Ariana Ince           | États-Unis  | X      | 54.52  | X      | 54.52  |       |
| 29   | B      | Risa Miyashita        | Japon       | 51.57  | 53.43  | 53.83  | 53.83  |       |
| 30   | A      | Hanna Hatsko-Fedusova | Ukraine     | X      | 51.90  | x      | 51.90  |       |
| —    | B      | Vera Rebrik           | ANA         | X      | X      | X      | NM     |       |

## Légende
Records et Performances
- AR : Record continental (area record)
- CR : Record des championnats (championship record)
- MR : Record du meeting (meet record)
- NR : Record national (national record)
- OR : Record olympique (olympic record)
- PR : Record paralympique (paralympic record)
- PB : Record personnel (personal best)
- SB : Meilleure performance personnelle de la saison (season's best)
- WL : Meilleure performance mondiale de l'année (world leader)
- WJR : Record du monde junior (world junior record)
- WR : Record du monde (world record)

Circonstances et Conditions
- DNF : N'a pas terminé (did not finish)
- DNS : N'a pas pris le départ (did not start)
- DQ : Disqualification (disqualification)
- NM : Aucun essai valable enregistré (No Mark)
- Q : Qualifié « directement » au prochain tour (ou à la prochaine compétition), lors d'une compétition majeure, grâce au classement ou à la réalisation des minima (automatic qualifier)
- q : Qualifié au prochain tour (ou à la prochaine compétition), lors d'une compétition majeure, grâce au repêchage ou à la réalisation de l'une des meilleures performances parmi celles des « non qualifiés directement » (grâce au meilleur temps ou à la meilleure distance par exemple) (secondary qualifier)